# Hockey sur gazon aux Jeux olympiques d'été de 1984
Navigation
Moscou 1980 Séoul 1988
Résultats du tournoi Olympique de hockey sur gazon lors des Jeux olympiques d'été de 1984 à Los Angeles.

## Médaillés hommes
| Or     | Pakistan Abdul Rashid, Hassan Sardar, Qasim Zia, Shahid Ali Khan, Ayaz Mahmood, Syed Ghulam Moinuddin, Manzoor Hussain, Kaleemullah Khan, Saleem Sherwani, Haneef Khan, Nasir Ali, Tauqeer Dar, Khalid Hamid, Mushtaq Ahmad, Ishtiaq Ahmed, and Naeem Akhtar.             |
| Argent | RFA Christian Bassemir, Stefan Blöcher, Dirk Brinkmann, Heiner Dopp, Carsten Fischer, Tobias Frank, Volker Fried, Thomas Gunst, Joachim Hürter, Horst-Ulrich Hänel, Andreas Keller, Reinhard Krull, Michael Peter, Thomas Reck, Eckhard Schmidt-Opper, and Markku Slawyk. |
| Bronze | Grande-Bretagne Ian Taylor, Stephen Martin, Paul Barber, Robert Cattrall, Jon Potter, Richard Dodds, William McConnell, Norman Hughes, David Westcott, Richard Leman, Stephen Batchelor, Sean Kerly, James Duthie, Kulbir Bhaura, Veryan Pappin and Mark Precious.        |

## Médaillées femmes
| Or     | Pays-Bas Carina Benninga, Fieke Boekhorst, Marjolein Eijsvogel, Det de Beus, Irene Hendriks, Elsemieke Hillen, Sandra Le Poole, Anneloes Nieuwenhuizen, Martine Ohr, Alette Pos, Lisette Sevens, Marieke van Doorn, Aletta van Manen, Sophie von Weiler, Laurien Willemse and Margriet Zegers. |
| Argent | RFA Gaby Appel, Dagmar Breiken, Beate Deininger, Elke Drüll, Birgit Hagen, Birgit Hahn, Martina Koch, Sigrid Landgraf, Corinna Lingnau, Christina Moser, Patricia Ott, Hella Roth, Gabi Schley, Susanne Schmid, Ursula Thielemann, and Andrea Weiermann-Lietz.                                 |
| Bronze | États-Unis Beth Anders, Beth Beglin, Regina Buggy, Gwen Cheeseman, Sheryl Johnson, Christine Larson-Mason, Kathleen McGahey, Anita Miller, Leslie Milne, Charlene Morett, Diane Moyer, Marcella Place, Karen Shelton, Brenda Stauffer, Julie Staver, and Judy Strong.                          |